# گمینا کوپژونگتسا
گمینا کوپژونگتسا (به لهستانی:  Gmina Koprzywnica) یک گمینا در لهستان است که در شهرستان ساندومیژ واقع شده‌است. گمینا کوپژونگتسا ۶۹٫۱۹ کیلومتر مربع مساحت و ۶٬۹۰۱ نفر جمعیت دارد.